# Калиновский экспериментальный завод древесных материалов
Калиновский экспериментальный завод древесных материалов — промышленное предприятие в городе Калиновка Калиновского района Винницкой области Украины.

## История
Калиновский экспериментальный завод древесно-стружечных материалов был построен в соответствии с восьмым пятилетним планом развития народного хозяйства СССР и введён в эксплуатацию в ноябре 1967 года.
В советское время завод входил в число крупнейших предприятий города.
После провозглашения независимости Украины, в июле 1993 года государственное предприятие было приватизировано коллективом предприятия и преобразовано в коллективное предприятие, а позднее - реорганизовано в общество с ограниченной ответственностью.
Начавшийся в 2008 году экономический кризис осложнил положение предприятия. В 2008 году Калиновский экспериментальный завод древесных материалов произвёл продукции на сумму 53,65 млн. гривен (сократив производство в сопоставимых ценах на 13,78%, или на 8,574 млн. гривен по сравнению с 2007 годом), в 2009 году - сократил производство на 81,23% в сравнении с 2008 годом.
По состоянию на начало 2013 года завод оставался одним из крупнейших предприятий города.

## Современное состояние
Основной продукцией предприятия являются древесно-стружечные плиты, также освоено производство паркета. Производственные мощности завода обеспечивают возможность производства свыше 90 тыс. м³ древесностружечных плит толщиной от 16 до 28 мм с необработанной, шлифованной или ламинированной поверхностью в год.